# BEXCO駅

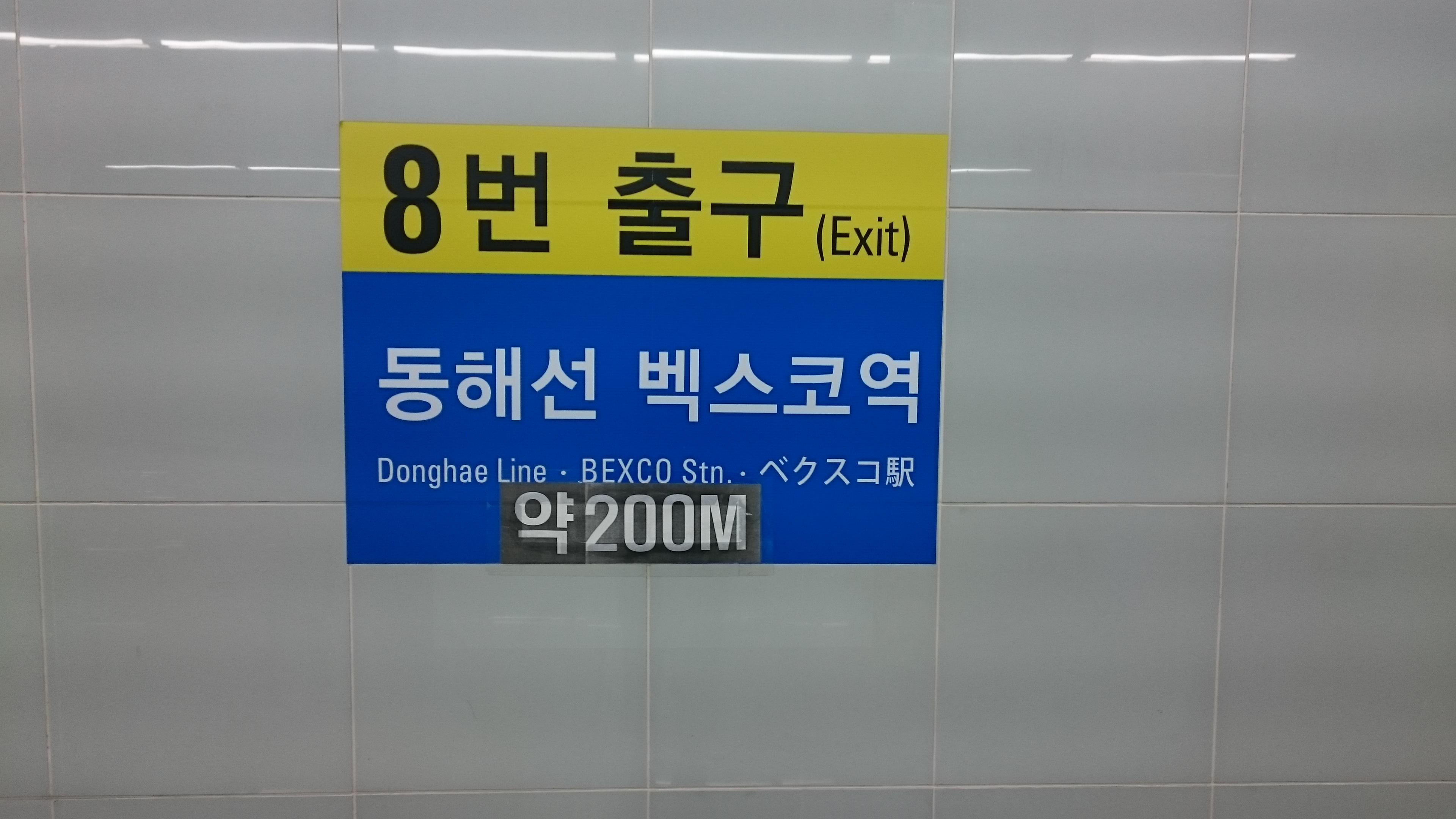
8番出口にあるKORAIL駅への案内板。「(乗り換え)約200ｍ」という記載がある。

BEXCO駅（ペクスコえき）は、大韓民国釜山広域市海雲台区にある、韓国鉄道公社（KORAIL）・釜山交通公社の駅である。

## 概要
韓国鉄道公社の東海線と、釜山交通公社2号線が乗り入れる。駅番号は韓国鉄道公社がK119、釜山交通公社が205。釜山交通公社の駅は「市立美術館」を副駅名とする。
朝鮮半島の日本統治時代である1934年に、東海線の前身となる東海南部線が朝鮮総督府鉄道によって開業した当初、当駅は設置されなかった。韓国の独立および国有化を経て、1996年に当駅の前身である佑一駅（ウイルえき、우일역）が開業するが、所在地は現在地から離れた佑1洞（現在の海雲台区佑洞964-2）であった。
その後、2002年に釜山交通公社2号線が広安駅から萇山駅まで延伸されると、市立美術館駅（シリルミスルグァンえき、시립미술관역）が開業する。市立美術館駅は佑一駅とは離れた位置にあり、佑一駅の付近には隣駅である冬柏駅が設置された。
2010年代より東海南部線の広域電鉄化が行われ、これにより佑一駅は新線上に移転の上で、近隣のコンベンションセンター・・BEXCOの名前を冠した「BEXCO駅」へ改称されることとなる。2016年末より東海線（東海南部線を編入）BEXCO駅としての営業を開始し、これに先立って移転先に存在した市立美術館駅も「BEXCO駅」へ改称された。

## 歴史
- 1996年4月1日 - 東海南部線センタム - 海雲台間に佑一駅が新設開業。
- 2002年
  - 8月29日 - 釜山交通公社2号線の広安 - 萇山間延伸に伴い、市立美術館駅が開業。
  - 12月1日 - 東海南部線での通勤列車の運行が中止。
- 2008年1月1日 - 佑一駅の旅客扱いを休止。
- 2013年12月2日 - 広域電鉄化工事に伴い、佑一駅の施設が撤去。
- 2016年
  - 4月29日 - 佑一駅の改称と路線の東海線への編入が告示（施行は広域電鉄開業時）[1]。
  - 10月19日 - 釜山交通公社の駅名審議委員会で、東海線開業時の乗換案内上の混乱を避けるため当駅の改称を決定[2]。
  - 11月21日 - 市立美術館駅がBEXCO駅に改称。
  - 12月30日 - 佑一駅がBEXCO駅に改称の上で、東海線の駅として再開業[1]。

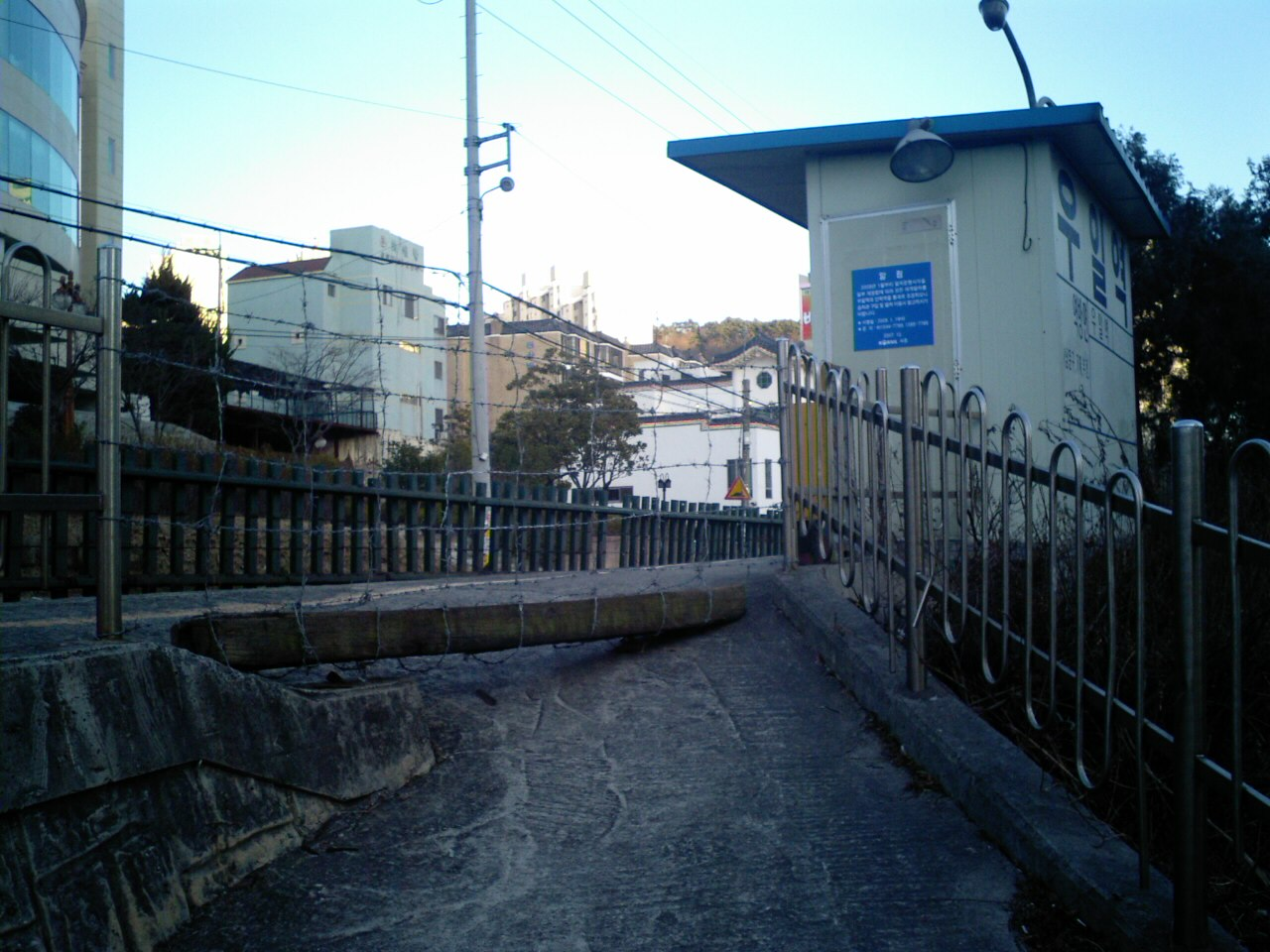
佑一駅時代（2008年2月）
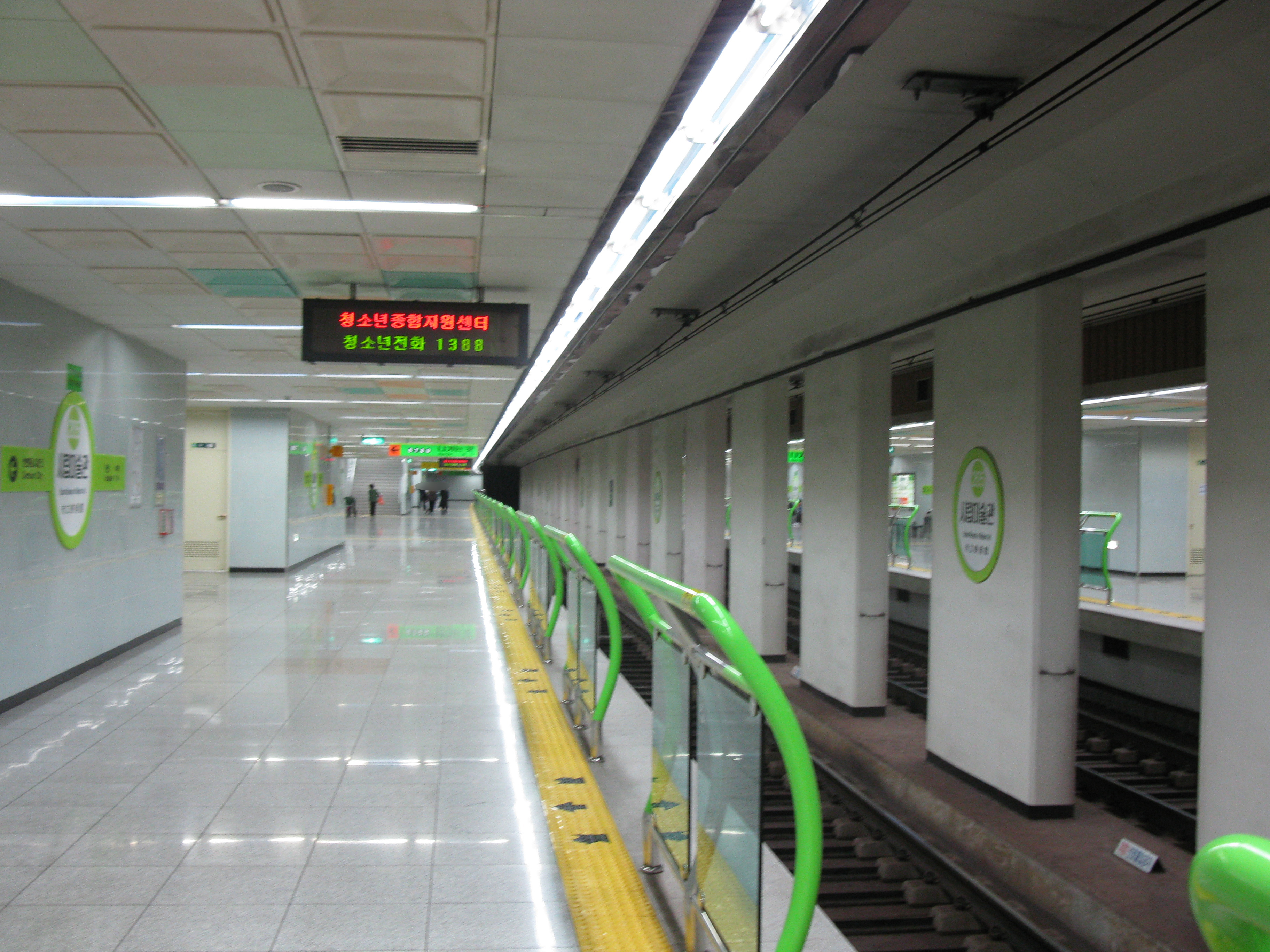
市立美術館駅時代のホーム（2009年2月）
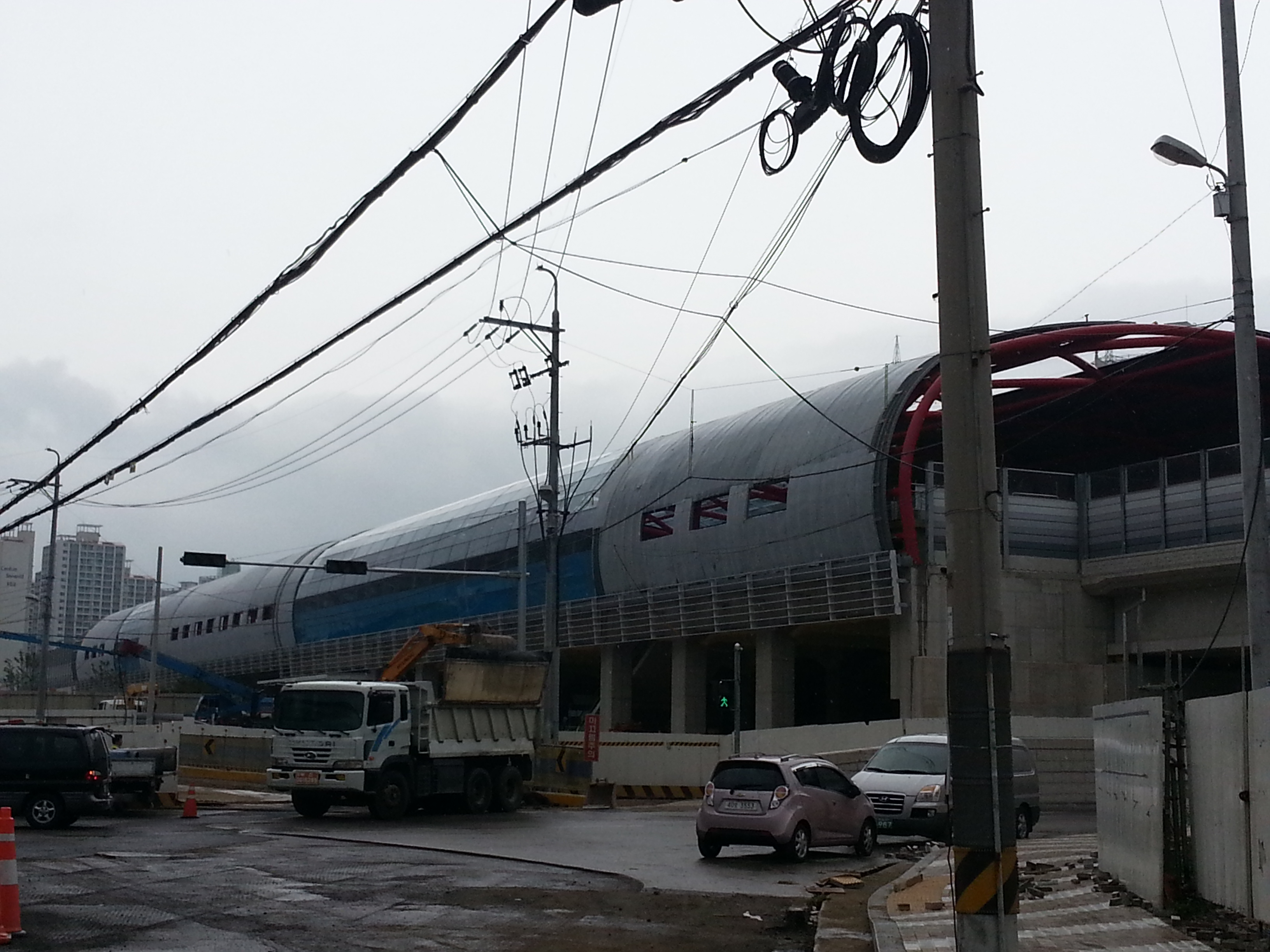
工事中の韓国鉄道公社駅（2014年7月）

## 駅構造

### 韓国鉄道公社
相対式ホーム2面2線の高架駅。

#### のりば

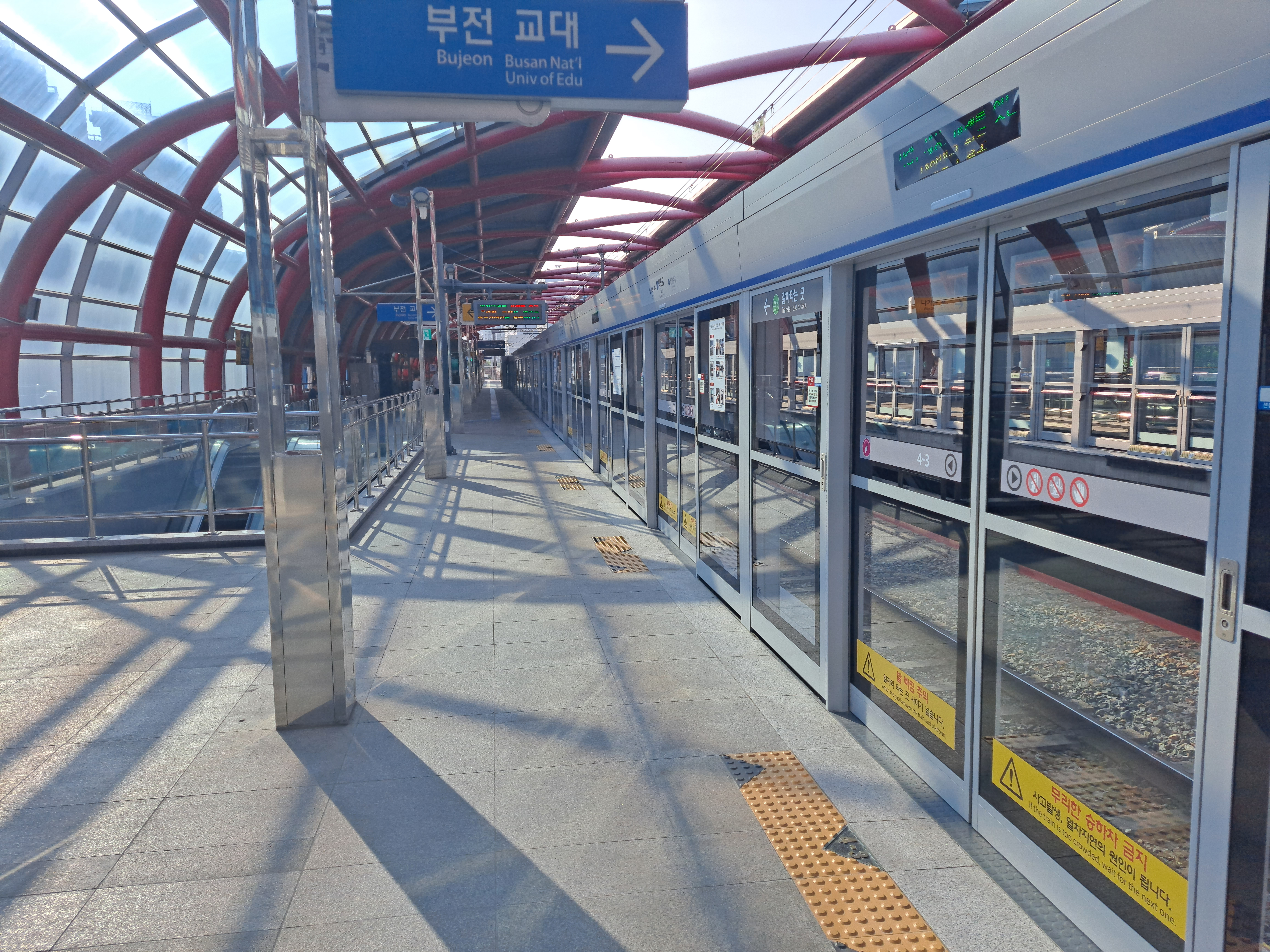
ホーム
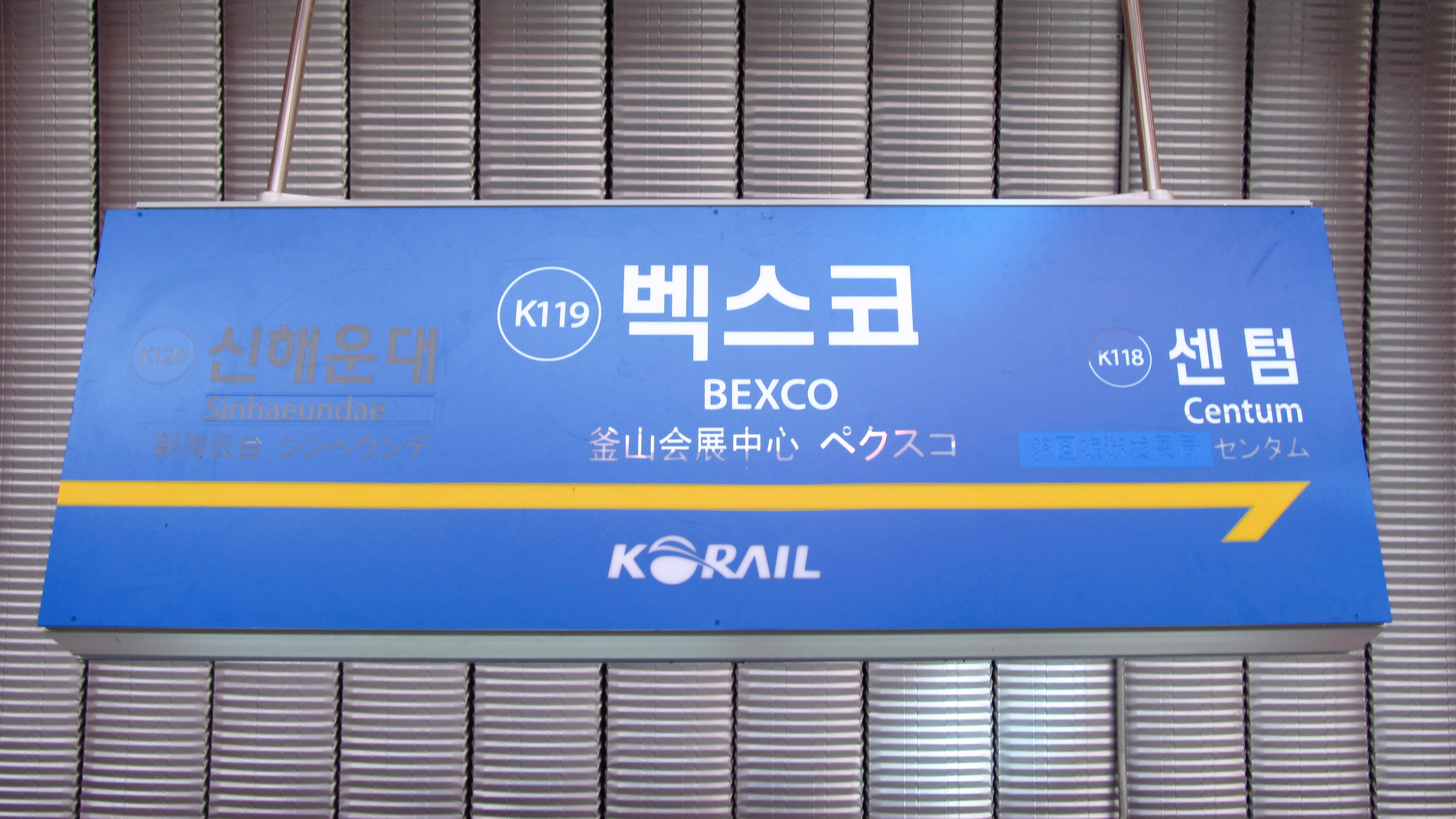
駅名標

| 地上 2階                       |                                        |                                                                |
| 相対式ホーム、左側のドアが開く |                                        |                                                                |
| 1番線                          | →●東海電鉄線 日光方面へ（新海雲台駅）→ |                                                                |
| 2番線                          | ←●東海電鉄線 釜田方面へ（センタム駅）  |                                                                |
| 相対式ホーム、左側のドアが開く |                                        |                                                                |
| 地上 1階                       | コンコース                             | 出入口、コンコース、自動券売機、改札口、エスカレーター、トイレ |

- ホーム
- 駅名標

### 釜山交通公社
相対式ホーム2面2線を有する地下駅。フルスクリーンタイプのホームドアが設置されている。

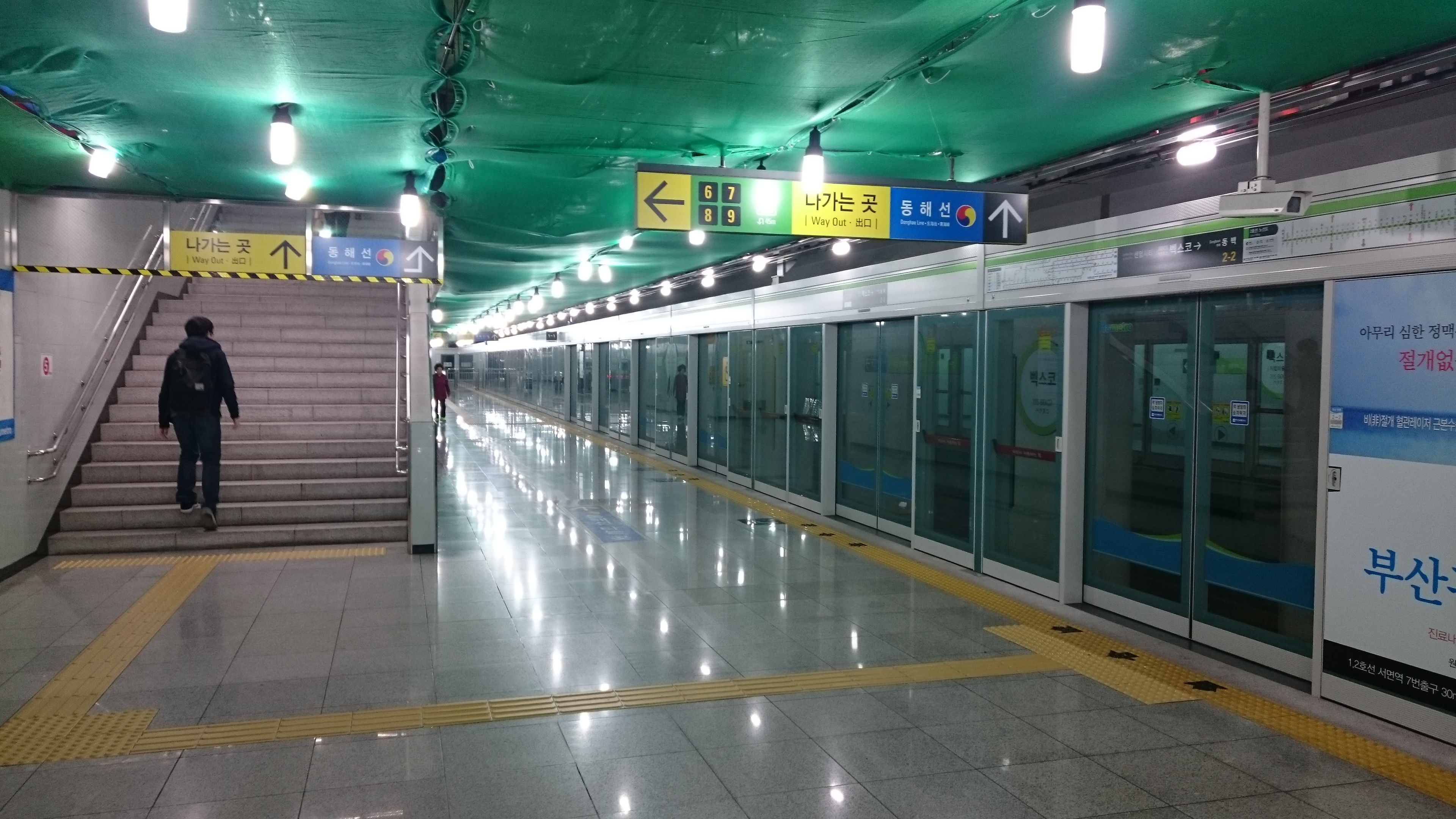
上りホーム（2017年11月）
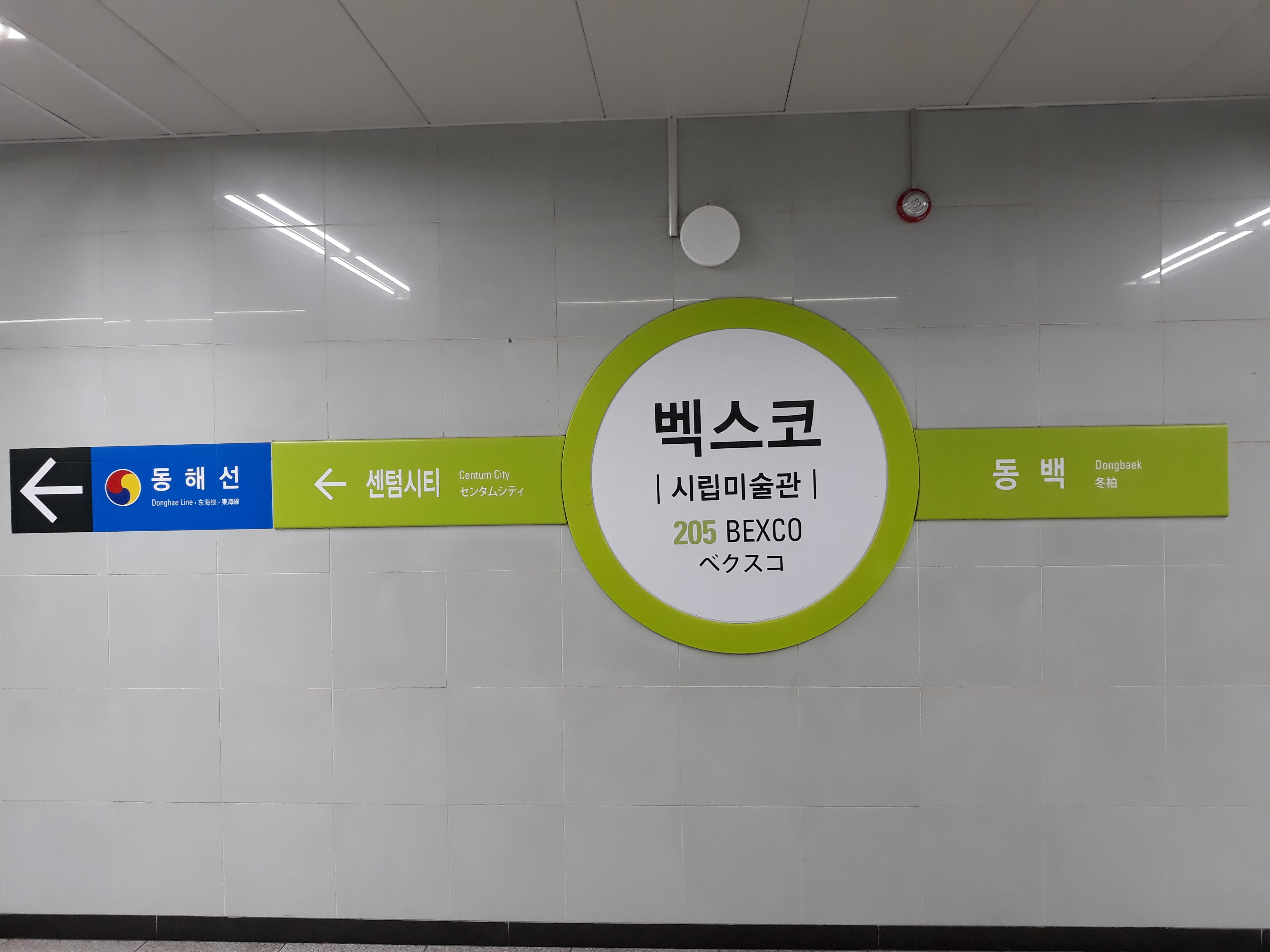
駅名標

### のりば
| 上り | 2号線 | 萇山方面 |
| 下り | 2号線 | 梁山方面 |

## 駅周辺
- BEXCO（国際コンベンションセンター）
- 国民生活館
- 釜山市立美術館
- センタムシティ（商業施設）
- 海江高等学校
- 海雲台工業高等学校
- 海江中学校
- 釜山江東初等学校
- 佑2洞住民センター

## 隣の駅
韓国鉄道公社
東海線
（センタム駅） - （全列車通過） - （新海雲台駅）
●東海電鉄線
センタム駅 (K118) - BEXCO駅 (K119) - 新海雲台駅 (K120)
釜山交通公社
 2号線
冬柏駅 (204) - BEXCO駅 (205) - センタムシティ駅 (206)